# Drapelul Egiptului

Steagul național al Egiptului (1984-prezent)

Drapelul Egiptului a fost adoptat în forma sa actuală la 4 octombrie 1984. Pe el se află emblema națională; Vulturul lui Saladin (un scut suprapus peste un vultur aurit cu capul întors spre lance deasupra unui pergament cu numele țării în arabă) centrat pe banda albă, una din cele trei benzi orizontale, celelalte fiind roșie (sus) și neagră (jos). 